# 魚喜
株式会社魚喜（うおき、英: UOKI CO., LTD.）は、日本の小売業の一つ。鮮魚小売の「魚喜」、回転寿司の「うおや亭」「回転寿司UOKI」などを展開している。

## 沿革
- 1971年 - 創業。
- 1985年 - 有限会社魚喜水産を設立。
- 1990年 - 株式会社魚喜に変更。
- 2000年 - 株式会社ロッキーが株式会社魚喜を吸収合併し、株式会社魚喜に社名変更（株式額面変更目的の合併）。
- 2000年 - 株式を店頭公開。
- 2002年 - 東京証券取引所2部に上場。

## 店舗情報
東日本
中村橋店
、上野松坂屋店、池袋西武店、花小金井店、青山店、石川台店、下北沢店、国分寺西町店、自由が丘店、アトレ亀戸店、渋谷西武店、モアーズ川崎店、京急サニーマート店、藤沢店、東戸塚店、伊勢佐木町店、小田原西武店、メガドンキ浦和原山店、春日部西武店

中日本
三島店、長泉店、静岡松坂屋店、遠鉄ストア浅羽店、遠鉄ストア浜北店、遠鉄ストア三ケ日店、遠鉄ストア桜台店、メガドンキ浜松店、JR浜松駅ビル店、岡崎店、名古屋アズパーク店、千代が丘店、春日井店、今伊勢店、藤が丘店、JR岐阜店、メガドンキ金沢店、金沢野々市店、金沢高柳店、F1マート桑名陽だまり店、メガドンキ長野店

西日本
住道店、大正店、南海堺店、天満橋店、メガドンキ弁天町店、神戸学園都市店、名谷店、神戸そごう店、姫路店、天満屋福山店、広島緑井店、広島そごう店、天満屋高松店、徳島そごう店

飲食
アトレ亀戸店、東急ライフタウン店、オーロラモール東戸塚店、横須賀中央店、JR名古屋駅店、ACTIVE G店（２店舗）、神戸元町店、JR広島駅ビル店